# Radio Taiwan International
Radio Taiwan International (chiń. 中央廣播電台; pinyin Zhōngyāng Guǎngbō Diàntái) – międzynarodowe radio Republiki Chińskiej (Tajwanu). Jest to państwowa stacja radiowa nadająca w 13 językach. Nadaje ona swe programy na całym świecie, w tym w Chinach na krótkich falach radiowych.
Zastąpiło ono wcześniej istniejące Radio Taipei International (Międzynarodowe Radio Tajpej, wcześniej Voice of Free China) oraz Voice of Asia (Głos Azji), które zostały połączone w 2002 roku. W związku z tym, że potencjalni słuchacze radia niejednokrotnie nie zdawali sobie sprawy z faktu, że Tajpej leży na Tajwanie, zmieniono nazwę z Radio Taipei International na Radio Taiwan International. Podczas gdy Radio Taiwan International jest stacją nadającą tematykę ogólnoświatową, to Głos Azji był ukierunkowany na słuchaczy z terenów azjatyckich.
Międzynarodowe Radio Tajwan odbierane jest w: Australii, Nowej Zelandii, ChRL, Europie, Indonezji, Japonii, Korei, Płd. Afryce, Płd. Ameryce, Filipinach, Płd. Azji.